# Gerhard Trost
Gerhard Trost (* 10. Juni 1935 in Sellin; † 27. März 2013 in Frankfurt/Oder) war ein deutscher Gebrauchsgrafiker.

## Leben und Werk
Trost arbeiteten nach dem Schulabschluss von 1953 bis 1954 als Torfarbeiter, Transport-  und Bauhilfsarbeiter. Daneben nahm er privaten Zeichenunterricht. Von 1954 bis 1957 studierte er an der Fachschule für angewandte Kunst Heiligendamm. Anschließend arbeitete er bis 1967 als Gebrauchsgrafiker bei der DEWAG-Werbung in Frankfurt/Oder und Suhl. Danach war er als Gebrauchsgrafiker in Frankfurt/Oder freischaffend tätig. Beachtung fand er vor allem mit Plakaten für politische und Werbezwecke. Er entwarf auch Stadtgrafik und machte Ausstellungs- und Museumsgestaltung und architekturbezogene Arbeiten.
Trost war bis 1990 Mitglied des Verbands Bildender Künstler der DDR.
Er war mit Irene Trost verheiratet.

## Ehrungen (Auswahl)
- 1973: Kunstpreis des Bezirks Frankfurt/Oder
- 1977: Ehrung im Wettbewerb Die besten Plakate des Jahres (eines von 20 „Besten Plakaten“)
- 1985: Ehrennadel der Gesellschaft für Deutsch-Sowjetische Freundschaft in Gold

## Plakate (Auswahl)
- Kleist Gedenk- und Forschungsstätte Frankfurt/Oder (1969)

- Rettet Angela Davis (1972)[2]
- Chile – Übt Solidarität (mutmaßlich 1976)[3]
- Imperialismus (1976)[4]

## Ausstellungen  (unvollständig)
- 1967/1967, 1972/1973, 1977/1978 und 1987/1988: Dresden, Deutsche Kunstausstellung bzw. Kunstausstellungen der DDR
- 1975/1976, 1979 und 1985: Frankfurt/Oder, Bezirkskunstausstellungen
- 1979: Berlin, Altes Museum („Weggefährden – Zeitgenossen. Bildende Kunst aus 3 Jahrzehnten “)
- 1983: Leipzig, Messehaus am Markt („Kunst und Sport“)
- 1985: Eberswalde, Kleine Galerie des Kulturbunds (Einzelausstellung mit Jürgen Hartmann)
- 1986: Fürstenwalde, Altes Rathaus („Miniatur in der bildenden Kunst der DDR“)